# Bibliografia de Richard Dawkins

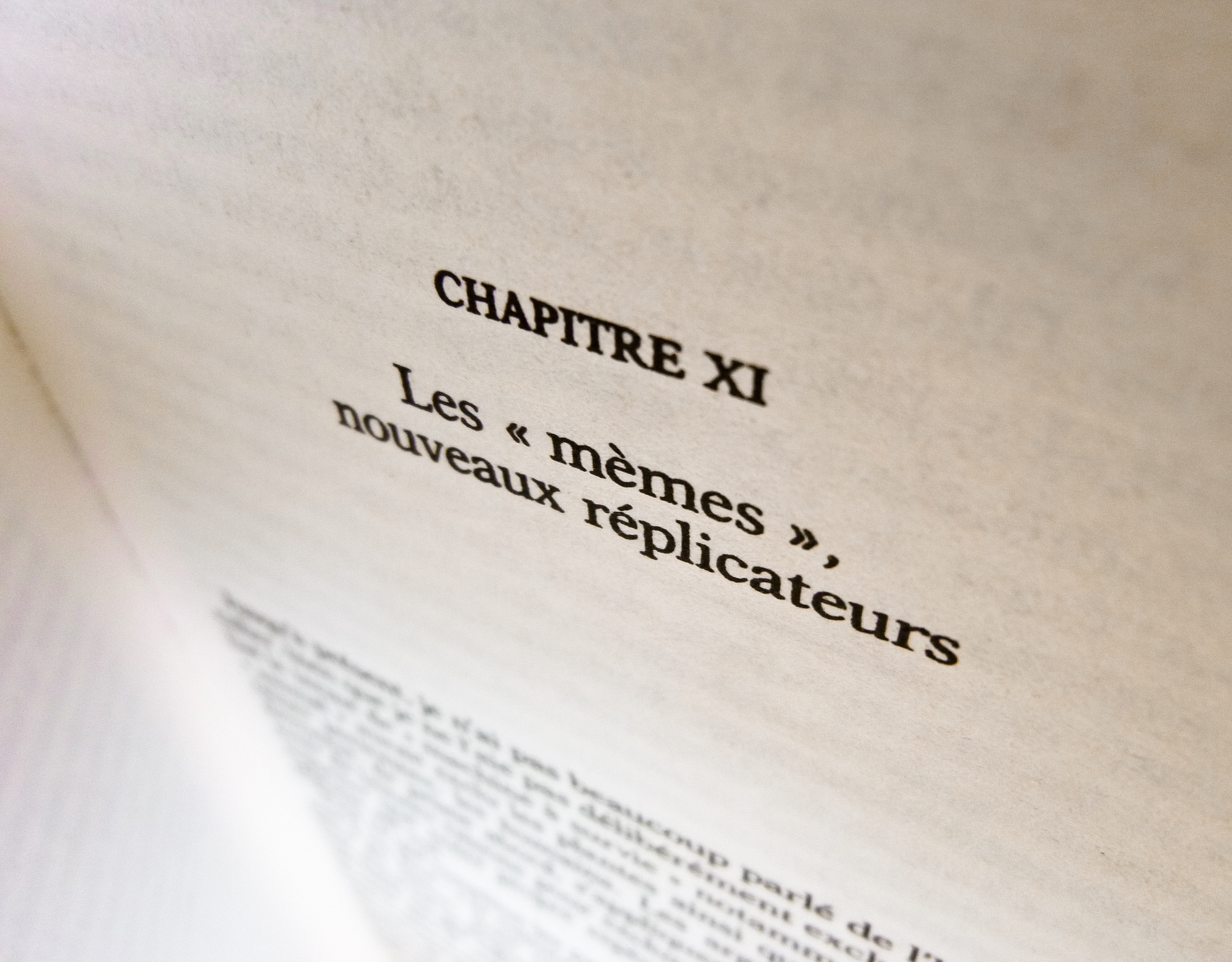
Tradução francesa de The Selfish Gene (capítulo 11: "Memes: os novos replicadores").

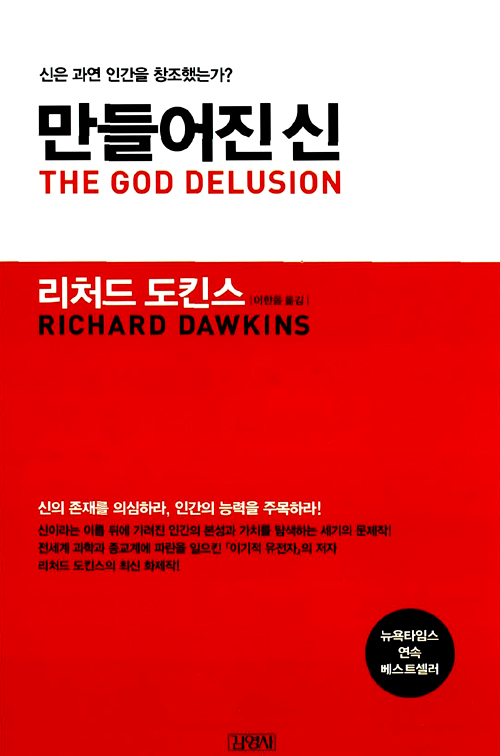
Tradução coreana de Deus, um delírio.

A seguinte lista de publicações de Richard Dawkins é uma lista cronológica de artigos científicos, ensaios e livros publicados pelo etólogo e biólogo evolutivo britânico Richard Dawkins.

## Livros
- The Selfish Gene. [S.l.: s.n.] 1976
- The Extended Phenotype. [S.l.: s.n.] 1982
- The Blind Watchmaker. [S.l.: s.n.] 1986
- River Out of Eden. [S.l.: s.n.] 1995
- Climbing Mount Improbable. [S.l.: s.n.] 1996
- Unweaving the Rainbow. [S.l.: s.n.] 1998
- A Devil's Chaplain. [S.l.: s.n.] 2003
- The Ancestor's Tale. [S.l.: s.n.] 2004
- The God Delusion. [S.l.: s.n.] 2006
- The Oxford Book of Modern Science Writing. [S.l.: s.n.] 2008
- The Greatest Show on Earth: The Evidence for Evolution. [S.l.: s.n.] 2009
- The Magic of Reality: How We Know What's Really True. [S.l.: s.n.] 2011
- An Appetite for Wonder. [S.l.: s.n.] 2013
- Brief Candle in the Dark. [S.l.: s.n.] 2015
- Science in the Soul. [S.l.: s.n.] 2017
- Outgrowing God. [S.l.: s.n.] 2019[1]
- Books Do Furnish a Life. [S.l.: s.n.] 2021[2]
- Flights of Fancy: Defying Gravity by Design and Evolution. [S.l.: s.n.] 2021

## Artigos populares
- Dawkins, R. (dezembro de 1992). «Is god a computer virus?». New Statesman. 5 (233): 42–45
- Dawkins, R. (junho de 1993). «Meet my cousin, the chimpanzee». New Scientist. 138 (1876): 36–38
- Dawkins, R. (1993). «Viruses of the Mind» (PDF). Free Inquiry: 34–41
- Dawkins, R. (setembro de 1995). «The Evolved Imagination». Natural History. 104 (9). 8 páginas
- Dawkins, R. (novembro de 1995). «God's Utility Function». Scientific American. 273 (5): 80–85. Bibcode:1995SciAm.273e..80D. doi:10.1038/scientificamerican1195-80
- Dawkins, R. (30 de dezembro de 1995). «The real romance in the stars». Independent
- Dawkins, R. (10 de abril de 1999). «Snake Oil and Holy Water». Forbes: 235+
- Dawkins, R. (2 de outubro de 2000). «Hall of Mirrors». Forbes. 273 páginas
- Dawkins, R. (janeiro de 2001). «What is science good for?». Harvard Business Review. 79 (1): 159–63, 178. PMID 11189460
- Dawkins, R. (11 de setembro de 2004). «Gerin Oil». Free Inquiry. Cópia arquivada em 25 de julho de 2011
- Dawkins, R. (19 de fevereiro de 2005). «The Giant Tortoise's Tale». The Guardian
- Dawkins, R. (26 de fevereiro de 2005). «The Turtle's Tale». The Guardian (London)
- Dawkins, R. (21 de maio de 2005). «God's Gift to Kansas». The Times (London)
- Dawkins, R. «The Lava Lizard's Tale». The Guardian
- Dawkins, R.; Dawkins, R; Noble, D; Yudkin, M (2007). «Genes still central». New Scientist. 196 (2634). 18 páginas. doi:10.1016/S0262-4079(07)63136-4
- Krauss, L.M.; Dawkins, R. (2007). «Should science speak to faith?». Scientific American. 297 (1): 88–91. Bibcode:2007SciAm.297a..88K. PMID 17695847. doi:10.1038/scientificamerican0707-88
- Dawkins, R. (2008). «The group delusion». New Scientist. 197 (2638). 17 páginas. doi:10.1016/S0262-4079(08)60086-X
- Dawkins, R. (2008). «The evolution of altruism – what matters is gene selection». New Scientist. 197 (2638). 17 páginas. doi:10.1016/S0262-4079(08)60086-X

## Trabalhos acadêmicos

### Anos 1960
- Dawkins, R. (1968). «The ontogeny of a pecking preference in domestic chicks». Zeitschrift für Tierpsychologie. 25 (2): 170–186. PMID 5684149. doi:10.1111/j.1439-0310.1968.tb00011.x
- Dawkins, R. (1969). «Bees Are Easily Distracted». Science. 165 (3895). 751 páginas. Bibcode:1969Sci...165..751D. PMID 17742255. doi:10.1126/science.165.3895.751

### Anos 1970
- Dawkins, R. (1971). «Selective neurone death as a possible memory mechanism». Nature. 229 (5280): 118–119. Bibcode:1971Natur.229..118D. PMID 4923095. doi:10.1038/229118a0
- Dawkins, R. (1976). «Growing points in ethology». In:  Bateson, P.P.G.; Hinde, R.A. Hierarchical organization: A candidate principle for ethology. Cambridge: Cambridge University Press
- Dawkins, R.; Carlisle, T.R. (1976). «Parental investment, mate desertion and a fallacy». Nature. 262 (5564): 131–133. Bibcode:1976Natur.262..131D. doi:10.1038/262131a0
- Treisman, M.; Dawkins, R. (1976). «The "cost of meiosis": is there any?». Journal of Theoretical Biology. 63 (2): 479–484. Bibcode:1976JThBi..63..479T. PMID 1011857. doi:10.1016/0022-5193(76)90047-3
- Dawkins, R. (1976). «Universal Darwinism». In:  Bendall, D.S. Evolution from Molecules to Men. Cambridge: Cambridge University Press. pp. 403–425
- Dawkins R (1978). «Replicator selection and the extended phenotype». Zeitschrift für Tierpsychologie. 47 (1): 61–76. PMID 696023. doi:10.1111/j.1439-0310.1978.tb01823.x
- Dawkins, R.; Krebs, J.R. (1978). «Animal signals: information or manipulation». Behavioural Ecology: An Evolutionary Approach. Oxford: Blackwell Scientific Publications. pp. 282–309
- Dawkins, R. (1979). «Twelve Misunderstandings of Kin Selection». Zeitschrift für Tierpsychologie. 51 (2): 184–200. doi:10.1111/j.1439-0310.1979.tb00682.x
- Dawkins, R.; Krebs, J.R. (1979). «Arms races between and within species». Proc. R. Soc. Lond. B. 205 (1161): 489–511. Bibcode:1979RSPSB.205..489D. PMID 42057. doi:10.1098/rspb.1979.0081
- Brockmann, H.J.; Dawkins, R.; Grafen A. (1979). «Joint nesting in a digger wasp as an evolutionarily stable preadaptation to social life». Behaviour. 71 (3): 203–244. doi:10.1163/156853979X00179
- Dawkins, Richard; Brockmann, H.J.; Grafen, A. (1979). «Evolutionarily stable nesting strategy in a digger wasp». Journal of Theoretical Biology. 77 (4): 473–496. Bibcode:1979JThBi..77..473J. PMID 491692. doi:10.1016/0022-5193(79)90021-3

### Anos 1980
- Dawkins, R. (1980). «Good strategy or evolutionarily stable strategy». In:  Barlow, G.W.; Silverberg, J. Sociobiology: Beyond Nature/Nurture?. Colorado: Westview Press. pp. 331–337. ISBN 978-0-89158-960-0
- Dawkins, Richard; Brockmann, H.J. (1980). «Do digger wasps commit the concorde fallacy?». Animal Behaviour. 28 (3): 892–896. doi:10.1016/S0003-3472(80)80149-7
- Dawkins, Richard (1981). «In defence of selfish genes». Philosophy. 56 (218): 556–573. doi:10.1017/S0031819100050580
- Dawkins, Richard (1982). «Replicators and vehicles». In:  King's College Sociobiology Group. Current Problems in Sociobiology. Cambridge: Cambridge University Press. pp. 45–64. ISBN 978-0521285209
- Krebs, J.R.; Dawkins, R. (1984). «Animal signals: mind-reading and manipulation». In:  Krebs, J. R.; Davies, N.B. Behavioural Ecology: An Evolutionary Approach. Oxford: Blackwell Scientific Publications. pp. 380–402. ISBN 978-0-632-02702-6

### Anos 1990
- Dawkins, R. (1990). «Parasites, desiderata lists and the paradox of the organism». Parasitology. 100: S63–73. PMID 2235064. doi:10.1017/s0031182000073029
- Dawkins, R. (junho de 1991). «Evolution on the Mind». Nature. 351 (6329). 686 páginas. Bibcode:1991Natur.351..686D. doi:10.1038/351686c0
- Hurst, L.D.; Dawkins, R. (maio de 1992). «Evolutionary Chemistry: Life in a Test Tube». Nature. 357 (6375): 198–199. Bibcode:1992Natur.357..198H. PMID 1375346. doi:10.1038/357198a0
- Dawkins, R. (1994). «Evolutionary biology. The eye in a twinkling». Nature. 368 (6473): 690–691. Bibcode:1994Natur.368..690D. PMID 8152479. doi:10.1038/368690a0
- Dawkins, R. (setembro de 1995). «The Evolved Imagination». Natural History. 104 (9). 8 páginas
- Dawkins, R. (dezembro de 1994). «Burying The Vehicle». Behavioral and Brain Sciences. 17 (4): 616–617. doi:10.1017/S0140525X00036207. Cópia arquivada em 15 de julho de 2008
- Dawkins, R.; Holliday, Robin (agosto de 1997). «Religion and Science». BioEssays. 19 (8). 743 páginas. doi:10.1002/bies.950190817
- Dawkins, R. (1997). «The Pope's message on evolution: Obscurantism to the rescue». The Quarterly Review of Biology. 72 (4): 397–399. doi:10.1086/419951
- Dawkins, R. (1998). «Postmodernism Disrobed». Nature. 394 (6689): 141–143. Bibcode:1998Natur.394..141D. doi:10.1038/28089
- Dawkins, R. (1998). «Arresting evidence». The Sciences. 38 (6): 20–5. PMID 11657757. doi:10.1002/j.2326-1951.1998.tb03673.x

### Anos 2000
- Dawkins, R. (2000). «W. D. Hamilton memorial». Nature. 405 (6788). 733 páginas. doi:10.1038/35015793
- Dawkins, R. (2002). «Should doctors be Darwinian?». Transactions of the Medical Society of London. 119: 15–30. PMID 17184029
- Blakemore C, Dawkins R, Noble D, Yudkin M (2003). «Is a scientific boycott ever justified?». Nature. 421 (6921). 314 páginas. PMID 12540875. doi:10.1038/421314b
- Dawkins, R. (2003). «The evolution of evolvability». On Growth, Form and Computers. London: Academic Press
- Dawkins, R. (2004). «Viruses of the mind». In:  Warburton, N. Philosophy: Basic Readings. New York: Routledge. ISBN 978-0-415-33798-4
- Dawkins, R. (junho de 2004). «Extended phenotype - But not too extended. A reply to Laland, Turner and Jablonka». Biology & Philosophy. 19 (3): 377–396. doi:10.1023/B:BIPH.0000036180.14904.96

## Prefácios
Richard Dawkins também escreveu prefácios para livros, incluindo: 
- Red Strangers de Elspeth Huxley, republicado pela Penguin Books, 1999.
- The Meme Machine por Susan Blackmore, Oxford University Press, 1999.
- Pirâmides da Vida por Harvey Croze e John Reader, Harvill Press, 2000.
- Óleo de cobra e outras preocupações por John Diamond, Vintage, 2001.
- The Lion Children, de Angus, Maisie e Travers McNeice, Orion Books, 2001.
- Uma nova edição para estudantes de The Descent of Man, de Charles Darwin, Gibson Square Books, 2002.
- Mil Cérebros: Uma Nova Teoria da Inteligência por Jeff Hawkins, Livros Básicos, 2021